# Kontumazentscheidung
Kontumaz (lat. contumacia = Eigensinn, Trotz; contumax (Adj.) = unbeugsam, störrisch) ist in der Rechtssprache der Ungehorsam gegen eine gerichtliche Ladung bzw. der Verstoß gegen eine Anwesenheitspflicht. Eine Kontumazentscheidung ist demnach eine Gerichtsentscheidung, die gegen eine nicht erschienene Partei (in contumaciam) ergeht. Sie ist jedoch kein Ordnungsmittel, sondern ermöglicht aus prozessualen Gründen eine Sachentscheidung auch bei Ausbleiben einer Partei.
Die Begriffe Kontumaz, Kontumazentscheidung, Kontumazurteil, Kontumazbescheid und ähnliche werden in der deutschen Rechtssprache nur noch selten verwendet, ebenso in Österreich und Liechtenstein. In der Schweiz ist die Verwendung des Begriffs zwar rückläufig, aber im Schweizer Strafprozess noch gebräuchlich. So nimmt etwa das Urteil des Schweizerischen Bundesgerichts vom 14. Juli 2009 Bezug auf das Kontumazialurteil des Kriminalgerichts des Kantons Luzern vom 13. Februar 1998.

## Deutschland
Im Zivilprozess erlässt das Gericht einen Kontumazialbescheid (declaratio contumaciae), wenn es einen Verfahrensbeteiligten, der in der mündlichen Verhandlung trotz ordnungsgemäßer Ladung nicht erschienen ist (der Contumax), ohne weitere Verhandlung zur Sache dem Klageantrag entsprechend verurteilt (Kontumazialverfahren). Es ergeht ein Versäumnisurteil gegen den säumigen Beklagten, welches das tatsächliche mündliche Vorbringen des Klägers als zugestanden zugrunde legt, soweit es schlüssig ist (§ 331 ZPO). Erscheint hingegen der Kläger im Termin zur mündlichen Verhandlung nicht, so wird seine Klage abgewiesen (§ 330 ZPO). Ein Versäumnisurteil ergeht damit unter erleichterten Voraussetzungen, insbesondere ohne Beweisaufnahme über streitige Tatsachen.
Bei Ausbleiben des Angeklagten in der Hauptverhandlung kann dennoch ein Strafurteil ergehen (§ 232 StPO). Auch wenn der Angeklagte z. B. vorsätzlich seine Verhandlungsunfähigkeit herbeiführt, hindert dieser Umstand die Fortsetzung der Hauptverhandlung nicht (§ 231a StPO). Die Voraussetzungen für ein Strafurteil verändern sich aber nicht, der Grundsatz in dubio pro reo bleibt maßgeblich.
Während die Prozessführung im Zivilprozessrecht eine Obliegenheit ist, braucht im Strafprozess niemand zu seiner Verurteilung beizutragen (nemo tenetur se ipsum accusare). Es gilt zudem die Unschuldsvermutung.

## Österreich

### Zivilprozess
Das Kontumazurteil wird erlassen, wenn im Zivilverfahren der Kläger oder der Beklagte nicht rechtzeitig zur Verhandlung erscheint oder verhandelt. Es ergeht dann ein Versäumnisurteil (§§ 396 ff. ZPO), früher kontumazieren oder in contumaciam verurteilen genannt. Die Möglichkeit war bereits in der Allgemeinen Gerichtsordnung von 1781 enthalten: „Falls bey der Tagsatzung ein Theil ausbliebe, soll dem Erscheinenden in Betref des Faktums, so weit es den Gegenstand der Klage nicht überschreitet, auch ohne Beweis voller Glauben beygemessen, und darüber erkannt werden, was Rechtens ist. Es wollte dann die persönlich anwesende Parthey freywillig dem Gegner das Ausbleiben nachsehen, und in die Erstreckung der Tagsatzung einwilligen.“

### Strafprozess
Auch das österreichische Strafprozessrecht kennt ein Verfahren gegen Abwesende („Ungehorsamverfahren“, §§ 427, 428 StPO).

### Verwaltungsrecht
Als ein Kontumazialbescheid oder eine Kontumazialverfügung (veraltet) wurde ein in Abwesenheit des Betroffenen ergangener behördlicher Bescheid verstanden.

## Schweiz

### Zivilprozess
Das Kontumazurteil wird erlassen, wenn in der Hauptverhandlung der Kläger oder der Beklagte nicht rechtzeitig zur Verhandlung erscheint oder verhandelt. Das Gericht entscheidet dann nach Aktenlage unter Berücksichtigung des bisherigen Sach- und Streitstands. Bei Säumnis beider Parteien ist das Verfahren erledigt, die Gerichtskosten werden geteilt (Art. 234 Schweizerische ZPO).

### Strafprozess
Im 4. Kapitel des 7. Titels der Schweizer Strafprozessordnung (Art. 366 ff. StPO) ist das Verfahren bei Abwesenheit der beschuldigten Person geregelt. Ein Abwesenheitsurteil ist nur in engen Grenzen möglich. Die beschuldigte Person muss im bisherigen Verfahren ausreichend Gelegenheit gehabt haben, sich zu den ihr vorgeworfenen Straftaten zu äußern. Außerdem muss die Beweislage ein Urteil ohne ihre Anwesenheit zulassen.

## Italien
In Italien wird gemäß dem anwaltlichen Ehrenkodex bei Nichterscheinen der Gegenseite der Gerichtssaal erst nach dem Verstreichen der sogenannten Kontumazialstunde betreten. Im Unterschied zu den Bestimmungen in Deutschland wird das Vorbringen des Klägers nicht als zugestanden fingiert und die Klage lediglich auf ihre Schlüssigkeit überprüft. Vielmehr müssen auch bei einem Fehlen des Gegners jene Tatsachen von der klagenden Partei bewiesen werden, die das Gericht als beweisbedürftig einordnet.